# Adekunle Fassai
Adekunle Rilwan Fassai (ur. 23 czerwca 1996) – nigeryjski lekkoatleta specjalizujący się w biegach sprinterskich.
W 2015 zdobył dwa brązowe medale podczas mistrzostw Afryki juniorów w Addis Abebie.
Medalista mistrzostw NCAA.

## Osiągnięcia
| Rok  | Impreza                     | Miejsce     | Konkurencja             | Pozycja    | Wynik   |
| ---- | --------------------------- | ----------- | ----------------------- | ---------- | ------- |
| 2014 | Mistrzostwa świata juniorów | Eugene      | bieg na 400 metrów      | eliminacje | DQ      |
| 2014 | Mistrzostwa świata juniorów | Eugene      | sztafeta 4 × 400 metrów | eliminacje | 3:09,37 |
| 2015 | Mistrzostwa Afryki juniorów | Addis Abeba | bieg na 400 metrów      | 3. miejsce | 46,84   |
| 2015 | Mistrzostwa Afryki juniorów | Addis Abeba | sztafeta 4 × 400 metrów | 3. miejsce | 3:11,20 |

## Rekordy życiowe
- bieg na 400 metrów (stadion) – 45,43 (2016)
- bieg na 400 metrów (hala) – 45,57 (2017)